# Ragtime (film, 1981)
Pour les articles homonymes, voir Ragtime (homonymie).
Pour plus de détails, voir Fiche technique et Distribution.
Ragtime est un film américain réalisé par Miloš Forman et sorti en 1981. Il s'agit d'une adaptation du roman du même nom d' E. L. Doctorow, publié en 1975, lui-même adapté du roman court Michael Kohlhaas de Heinrich von Kleist.

## Synopsis
Au début du XXe siècle, un homme noir devient pianiste de ragtime. Il gagne ainsi correctement sa vie et aspire à fonder une famille. Mais peu de temps avant son mariage, il est victime d'une injustice de la part d'hommes blancs qui n'acceptent pas de le voir rouler au volant de sa voiture neuve. Tout le monde autour de lui l'incite à ne pas envenimer la situation. Mais il ne peut accepter de voir ses droits bafoués, nourrissant une profonde aspiration à les voir reconnaître. Après la mort de sa fiancée, un engrenage s'enclenche…

## Fiche technique
- Titre original et français : Ragtime
- Réalisation : Miloš Forman
- Scénario : Michael Weller  d'après le roman de E. L. Doctorow, lui-même adaptation littéraire du Michael Kohlhaas de Heinrich von Kleist
- Musique : Randy Newman
- Photographie : Miroslav Ondrícek
- Montage : Anne V. Coates, Antony Gibbs (en)
- Décors : John Graysmark (en)
- Costumes : Anna Hill Johnstone
- Maquillage : Joe Cuervo, Paul Engelen, Peter Frampton
- Production : Dino De Laurentiis, Michael Hausman, Bernard Williams
- Sociétés de production : Dino De Laurentiis Company et Sunley Productions Ltd.
- Distribution : États-Unis Paramount Pictures ; France AMLF
- Directeur de production : Malcolm J. Christopher, Patricia Churchill (en)
- Langue originale : anglais
- Pays de production :  États-Unis
- Format : Couleur, 2,35:1, son stéréo
- Genre : drame
- Durée : 155 minutes
- Dates de sortie : 
  - États-Unis : 20 novembre 1981
  - France : 6 janvier 1982

## Distribution
- James Cagney (VF : Pierre Trabaud) : Rheinlander Waldo
- Mary Steenburgen (VF : Évelyne Séléna) : la mère
- Elizabeth McGovern (VF : Monique Thierry) : Evelyn Nesbit
- Brad Dourif (VF : Yves-Marie Maurin) : le plus jeune frère de la mère
- Debbie Allen (VF : Maïk Darah) : Sarah
- Ethan Phillips : le gardien de Family House
- Howard E. Rollins Jr. (VF : Sady Rebbot) : Coalhouse Walker Jr.
- James Olson (VF : François Chaumette) : le père
- Jeff Daniels (VF : Daniel Russo) : Sergent Frankie O'Donnell
- Kenneth McMillan (VF : Jacques Dynam) : Willie Conklin
- Mandy Patinkin : Tateh
- Moses Gunn (VF : Jean-François Laley) : Booker T. Washington
- Norman Mailer : Stanford White
- Pat O'Brien : Delmas
- Robert Joy (VF : Bernard Murat) : Harry Kendall Thaw, le mari d'Evelyn, milliardaire et jaloux
- Bessie Love : la vieille dame au TOC
- Donald O'Connor : le professeur de danse d'Evelyn
- Samuel L. Jackson : un membre du gang
- Jack Nicholson : un pirate sur la plage (non crédité)
- Fran Drescher : Mameh
- Richard Griffiths (VF : Jacques Deschamps) : le 1er assistant de Delmas
- Thomas A. Carlin (VF : William Sabatier) : le vice-président Fairbanks
- Jenny Nichols (VF :Marie-Françoise Sillière) : la petite fille
- Alan Gifford : le juge
- Don Plumey : l'inspecteur MacNeil
- Eloise Taylor (VF : Paula Dehelly) : Mrs. Thaw
- George J. Manos : le vendeur au Novelty Shop
- Herman Meckler (VF : Georges Riquier) : Vernon Elliott
- Hollihand Burke (VF : Claude Chantal) : Brigit
- Max Nichols : le petit garçon
- Ron Weyand : le docteur Muller
- John Alderson : le 1er assistant de Waldo
- Bruce Boa : Jerome
- Robert Arden : le Président du jury

## Production
C'est au producteur Dino de Laurentiis que revient l'idée d'adapter au cinéma l'œuvre de E. L. Doctorow qui avait été un événement littéraire lors de sa parution en 1975.  Robert Altman accepte de réaliser le film, mais il quitte le projet à la suite d'une mésentente avec de Laurentiis qui approche alors Miloš Forman.  Celui-ci adapte le roman en compagnie du dramaturge Michael Weller, avec qui il avait travaillé sur son film précédent, la comédie musicale Hair.
Ragtime marque le retour au grand écran de James Cagney, un vétéran de Hollywood dont la dernière présence au cinéma remontait à 1961. Au générique, on retrouve également Pat O'Brien, autre vétéran qui fut souvent le partenaire de Cagney. Samuel Jackson, dans un de ses premiers rôles au grand écran, le romancier Norman Mailer, et l'actrice Bessie Love, dont la carrière remonte à l'époque du cinéma muet, font aussi de brèves apparitions dans ce film.
Bien que l'action de Ragtime se déroule entièrement aux États-Unis, une partie du tournage a lieu en Angleterre. La bibliothèque Morgan, où se passent des scènes importantes, a été reconstituée dans un studio anglais car l'institution refusa de prêter son concours à l'équipe du film.
Ce long-métrage sera la seule collaboration entre Miloš Forman et le producteur Dino de Laurentiis. Les deux hommes ne s'entendent pas sur le montage final, Forman préférant une version plus longue que celle qui sera présentée.  C'est finalement le point de vue de de Laurentiis qui prévaut.

## Accueil
À sa sortie, le film bénéficie d'une critique honorable.
Il totalise environ 21 015 710 $ US au box-office américaine 

## Distinctions
Le film est candidat à 8 Oscars, mais n'en remporte aucun. Il ne sera pas en lice pour le prix du meilleur film, ni pour celui du meilleur réalisateur.